# میگل الفونسو
میگل الفونسو (انگلیسی: Miguel Alfonso؛ زادهٔ ۹ اوت ۱۹۷۶) بازیکن فوتبال است.